# كلية طب جامعة تورنتو
كلية طب جامعة تورنتو (بالإنجليزية: University of Toronto Faculty of Medicine)‏ هي مدرسة الطب التابعة لجامعة تورنتو في كندا. يقع مبناها ومباني معظم مستشفياتها التعليمية ومعاهدها البحثية في وسط مدينة تورنتو.
تعد الكلية واحدة من أقدم مؤسسات التعليم الطبي في كندا، إذ أُنشئت سنة 1843. ويرتبط اسمها باكتشاف الإنسولين والخلايا الجذعية. احتلت الكلية المركز السادس عالميًا والأول كنديًا في تصنيف يو إس نيوز آند ورلد إديوكيشن للطب السريري سنة 2016، كما احتلت المركز الثالث عشر عالميًا والأول كنديًا في تصنيف كيو إس في مجال الطب سنة 2015.

## أساتذة بارزون
- جون بوالو غرانت: رئيس قسم التشريح بالكلية بين عامي 1930 و1956، وصاحب أطلس غرانت الشهير للتشريح.

## خريجون بارزون
- أبراهام غروفز (خريج سنة 1871):[4] أول من أجرى جراحة استئصال الزائدة الدودية في أمريكا الشمالية.
- فردريك بانتنغ (خريج سنة 1916) وتشارلز بست (خريج سنة 1925): اشتركا في اكتشاف الإنسولين.